# Malaysias ambassad i Stockholm
Malaysias ambassad i Stockholm (eller Den malaysiska ambassaden) är Malaysias primära diplomatiska representation i Sverige. Ambassaden är även sidoackrediterad till Danmark, Norge, Island, Estland, Lettland och Litauen. Ambassadör sedan 2016 är Norlin Othman. Ambassaden upprättades 1985. Diplomatkoden på beskickningens bilar är CH.

## Fastigheten
Ambassaden är sedan 1993 belägen i en fastighet på Karlavägen 37/Floragatan 1 i Villastaden i Stockholms innerstad. Ambassadbyggnaden uppfördes ursprungligen 1876 som en enfamiljsvilla, och har genom åren genomgått flera ombyggnader. Dess nuvarande exteriör härstammar från Ivar Tengboms planer från 1919-20, då huset byggdes om av dess innehavare generalkonsul Axel Ax:son Johnson. Mellan 1985 och 1993 var ambassaden belägen på Engelbrektsgatan 5.

## Beskickningschefer
| Namn                       | Period    | Funktion   | Anmärkning |
| -------------------------- | --------- | ---------- | ---------- |
| Dato' Badruddin Ab. Rahman | 2011-2015 | Ambassadör |            |
| Norlin Othman              | 2016-idag | Ambassadör |            |